# Clifford Ross Powell
Clifford Ross Powell, född 26 juli 1893, död 30 mars 1973, var en amerikansk politiker som var tillförordnad guvernör i New Jersey den 3 till 8 januari 1935.

## Tidigt liv
Powell föddes i Lumberton, New Jersey. Han tjänstgjorde i USA:s armé under första världskriget som generalmajor.

## Politisk karriär
Powell var medlem av Republikanerna. Han var ledamot och talman av New Jerseys representanthus 1925. Han var ledamot av New Jerseys senat från Burlington County, från 1928 till 1939.  Han tjänstgjorde som tillförordnad guvernör under de fem sista dagarna som han var talman i New Jerseys senat, den 3-8 januari 1938. Under sin korta tid som tillförordnad guvernör tog han tillfället i akt att avskaffa den delstatliga myndigheten New Jersey State Recovery Administration, delstatens motsvarighet till den federala National Recovery Administration, som hade beslutat om minimipriser och andra regler om "rättvis konkurrens".